# Stephanie Bice

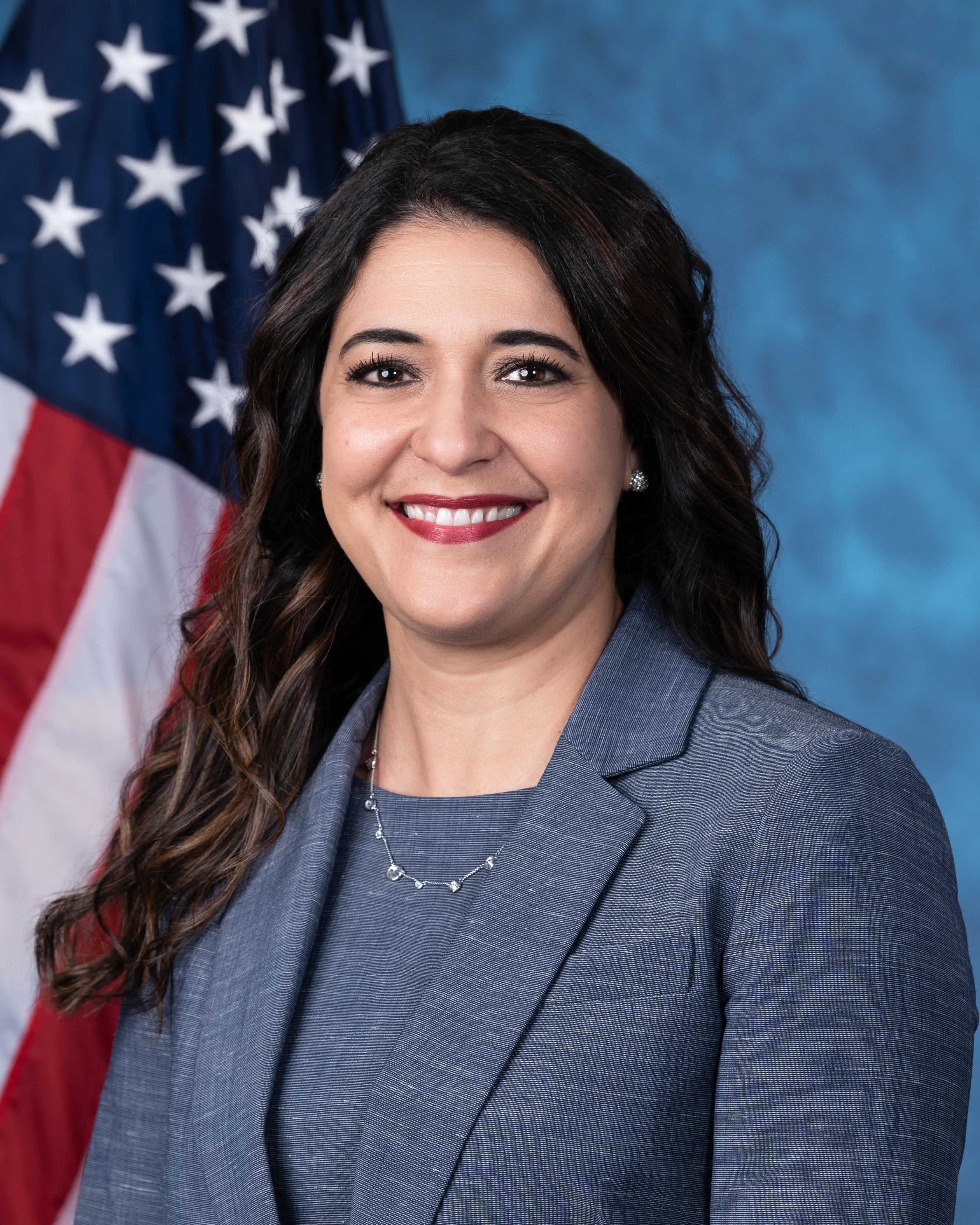
Stephanie Bice

Stephanie Irene Bice (* 11. November 1973 in Oklahoma City, Oklahoma) ist eine US-amerikanische Politikerin der Republikanischen Partei. Seit 2021 vertritt sie den 5. Kongresswahlbezirk des Bundesstaates Oklahoma. Zuvor saß sie 2014 bis 2020 im Senat von Oklahoma.

## Werdegang
Sie wurde als Stephanie Irene Asady geboren. Stephanie Bice stammt in vierter Generation aus Oklahoma. Sie hat an der Oklahoma State University – Oklahoma City Marketing studiert. Nach dem Studium arbeitete sie zunächst acht Jahre für das Unternehmen ihrer Familie. Beruflich war sie dann in leitender Funktion für eine digitale Marketingagentur  tätig.
Sie heiratete 1996 und hat mit ihrem Ehemann zwei Töchter. Die Familie lebt in Edmond (Oklahoma).

## Politik
Von 2014 bis 2020 saß sie im Senat von Oklahoma. Sie vertrat dort den 22. Wahlkreis. Der Wahlkreis umfassenden den Osten des Canadian County und den Norden des Oklahoma County. Sie war in ihrer Zeit im Senat zwei Jahre Assistant Majority Floor Leader  und in der zweiten Amtszeit Vorsitzende des Finanzausschusses. In den zwei Amtszeiten im Senat setzte sie sich für die Modernisierung der Alkoholgesetze Oklahomas ein und lug einen Hindu-Priester zum Gebiet in der Kammer ein.
Bei der Wahl 2020 erreichte sie in der Vorwahl hinter der Geschäftsfrau Terry Neese zunächst nur den zweiten Platz unter neun Kandidaten. In der folgenden Stichwahl setzte sie sich gegen Neese durch, nachdem kurz vor der Stichwahl negative Schlagzeilen über ihre Rivalin gehäuft hatten. Sie trat dann in der Hauptwahl gegen die einzige demokratische Abgeordnete für Oklahoma im US-Repräsentantenhaus, Kendra Horn, an. Bice konnte die Demokratin Horn mit 52,1 % besiegen.
Bei der Vorwahl zur Kongresswahl 2022 zum 119. Kongress setzte sie sich mit 68,4 % durch. Mit 59 % gewann Bice dann die Hauptwahl gegen den Demokraten Joshua Harris-Till und einen unabhängigen Kandidaten. Bei der nächsten Vorwahl zur Wahl 2024 hatten weder Bice bei den Republikanern, noch Madison Horn bei den Demokraten Gegenkandidaten. In der Hauptwahl zum 119. Kongress setzte sich Bice gegen Horn mit 60,7 % durch. Ihre aktuelle dritte Legislaturperiode im Repräsentantenhaus des 119. Kongresses läuft noch bis zum 3. Januar 2027.